# De Havilland DH.98 Mosquito
Il de Havilland DH.98 Mosquito era un aereo monoplano e bimotore realizzato dall'azienda britannica de Havilland Aircraft Company sul finire degli anni trenta.
Impiegato durante la seconda guerra mondiale, si dimostrò estremamente versatile e fu utilizzato in diversi ruoli dalla Royal Air Force (RAF) e da molte altre forze aeree alleate sia nel teatro europeo che in quelli del Pacifico e del Mediterraneo; in diverse forze armate venne mantenuto in servizio anche oltre il periodo bellico e fu anche utilizzato dalla British Overseas Airways Corporation (BOAC) come aereo da trasporto.
Soprannominato affettuosamente "Mossie" (diminutivo di "mosquito", "zanzara" in inglese), aveva anche altri nomignoli, prevalentemente legati alla realizzazione lignea della cellula: The Wooden Wonder (la Meraviglia di legno), The Timber Terror (il Terrore di legno) e, meno rispettosamente, The Termite's Dream (il sogno delle termiti). Fu la base per lo sviluppo del caccia pesante de Havilland Hornet e del suo derivato navale Sea Hornet.

## Storia del progetto
All'inizio del 1936 il Ministero dell'Aria emise una specifica per la fornitura di un bombardiere medio bimotore. Alla gara parteciparono diverse aziende con progetti che risultarono condizionati dalle difficoltà di sviluppo del propulsore di cui era prevista l'installazione: il Rolls-Royce Vulture. Ebbero quindi origine aerei quali l'Avro Manchester, l'Handley Page H.P.56 (diretto predecessore dell'Halifax) ed il Vickers Warwick.
L'azienda fondata dal progettista britannico Geoffrey de Havilland partecipò alla gara con un velivolo derivato dal quadrimotore di linea DH.91 Albatross: si trattava di un velivolo che manteneva la struttura in legno, già sperimentata con risultati molto positivi sull'aereo da competizione DH.88, e che impiegava due nuovi motori a V Rolls-Royce Merlin. Il velivolo che vide la luce, dotato di torrette difensive a prua ed in coda, risultò sottopotenziato e non fu in grado di raggiungere le prestazioni richieste.

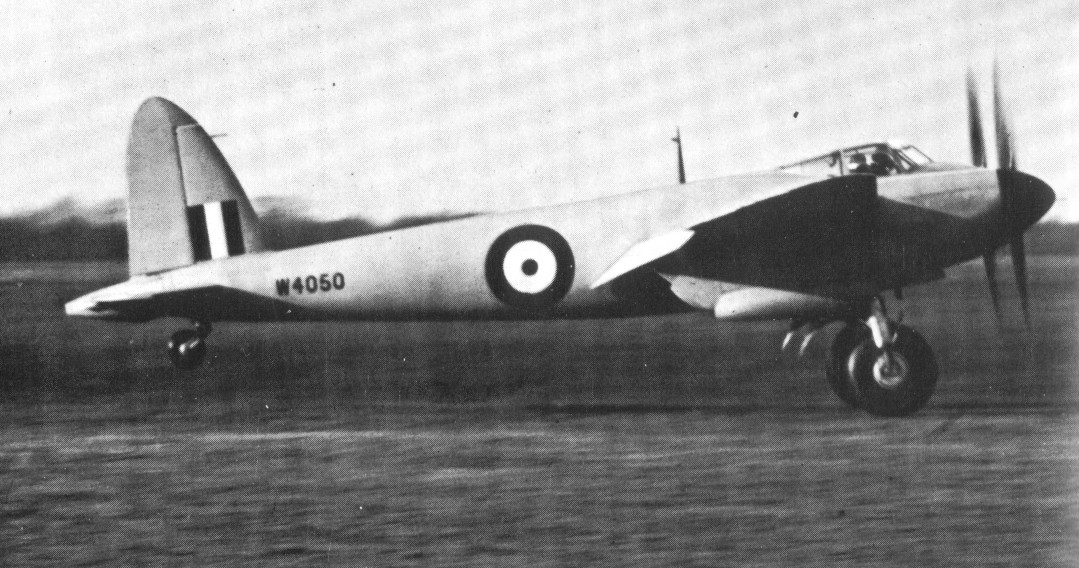
Il prototipo del Mosquito, matricola W4050.

La commissione di valutazione, che non vedeva favorevolmente l'impiego di un velivolo dalla struttura in legno, si espresse a favore del Manchester.
Altri costruttori proseguirono lo sviluppo dei loro progetti optando per l'impiego di quattro unità motrici (in questo modo, ad esempio, ebbe origine l'Halifax) mentre la de Havilland, il cui ufficio di progettazione era capeggiato da Ronald E. Bishop, proseguì gli studi focalizzandosi sulla realizzazione di una macchina leggera (priva di torrette difensive e dei relativi membri di equipaggio) e molto veloce, sulla base di calcoli teorici addirittura più veloce di uno Spitfire.
La nuova proposta trovò un estimatore in Sir Wilfrid Freeman (commilitone di Geoffrey de Havilland ai tempi della prima guerra mondiale) che seppe apprezzare l'idea del bombardiere veloce nonché quella dell'impiego di materiali non strategici al fine di ridurre la richiesta di materie prime metalliche.
Il progetto del DH.98 venne proposto nel settembre del 1939, pochi giorni dopo lo scoppio della guerra contro la Germania, enfatizzandone le potenzialità di ricognitore fotografico a lungo raggio, al fine di massimizzare le possibilità di accettazione da parte delle autorità.
Il progetto fu approvato definitivamente il 29 dicembre 1939, con l'immediata richiesta per un singolo prototipo. L'azienda, comunque, aveva già deciso di procedere con la realizzazione del velivolo, in una tenuta agricola situata non lontano dai propri stabilimenti di Hatfield, presso la quale furono realizzati il mockup ed il prototipo (in un hangar realizzato all'interno del fienile, di cui manteneva l'aspetto esteriore).
Il contratto per l'ordinazione dei primi 50 esemplari (compreso il prototipo) destinati al ruolo di ricognitori, fu firmato il 1º marzo 1940 ma, dopo la battaglia di Dunkerque, le autorità premettero affinché le industrie aeronautiche si dedicassero alla realizzazione di velivoli già esistenti piuttosto che di nuovi modelli, mettendo così a rischio il progetto.Alla fine si decise di procedere, a patto di non interferire con le priorità produttive assegnate alla de Havilland.
Malgrado i danni dovuti ad un bombardamento, la realizzazione del prototipo procedette in modo spedito: il 3 novembre del 1940 esso venne smontato e trasferito dal "fienile" alla pista di prova di Hatfield e il 25 dello stesso mese eseguì il primo volo.
Il risultato superò le aspettative ed eliminò ogni scetticismo: agile e veloce (le prove ufficiali svoltesi alla fine dell'anno fecero registrare una velocità massima di 32 km/h superiore a quella dello Spitfire), il "Mosquito" (come nel frattempo era stato ufficialmente denominato) divenne una delle priorità nel programma di costruzioni aeronautiche e su di esso vennero riversate molte delle speranze britanniche di contrastare adeguatamente sia i bombardamenti notturni sul territorio metropolitano che le minacce portate ai convogli marittimi dai velivoli tedeschi di pattuglia sull'oceano (in particolare dal Focke-Wulf Fw 200). Allo stesso tempo caddero anche le perplessità circa l'assenza di armamento, spianando la strada anche alla versione da bombardamento.
La prima versione del Mosquito ad entrare in servizio fu quella da ricognizione (settembre 1941), seguita da quella da bombardamento (maggio 1942) e da quella da caccia notturna. In un secondo momento si aggiunse la variante da attacco al suolo (derivata da quella da intercettazione), mentre relativamente scarsa importanza ebbe la produzione delle varianti da addestramento.
Anche la Royal Navy si interessò al Mosquito: l'iniziale richiesta per un velivolo da traino bersagli venne respinta in quanto l'utilizzo di un velivolo che impiegava due preziosi motori Merlin era considerata uno spreco. Sviluppi successivi portarono alla realizzazione di versioni del Mosquito espressamente destinate all'impiego da parte della Fleet Air Arm: a partire dal 25 marzo del 1944 furono eseguite prove a bordo della portaerei HMS Indefatigable.
La produzione del Mosquito (protrattasi fino al novembre del 1950) arrivò a circa 7800 esemplari, parte dei quali furono realizzati negli impianti che la de Havilland aveva realizzato in Canada ed Australia. Le diverse sussidiarie titolari degli impianti realizzarono autonomamente alcune modifiche di dettaglio al progetto, determinando così la nascita di nuove versioni del velivolo.
A partire dal progetto del Mosquito la de Havilland realizzò, di propria iniziativa, un aereo da caccia monoposto dotato di grande autonomia: si trattava di un velivolo in scala leggermente ridotta che riprendeva la struttura ed il disegno del Mosquito. Designato internamente DH.103, il progetto venne approvato come aereo da combattimento a lungo raggio da destinare soprattutto al teatro del Pacifico. Ebbe così origine l'Hornet che ebbe anche una variante navale, ribattezzata Sea Hornet.

## Tecnica

### Struttura
Il Mosquito era un monoplano bimotore dalla struttura quasi interamente in legno: la fusoliera (a sezione ovale) era costituita dall'accoppiamento di due gusci (destro/sinistro) costituiti a loro volta da una parte interna di balsa rivestita su entrambi i lati da uno strato di compensato; i due gusci erano tra loro uniti mediante l'impiego di collanti che inizialmente furono a base di caseina ma che, in un secondo tempo, vennero rimpiazzati con adesivi sintetici.

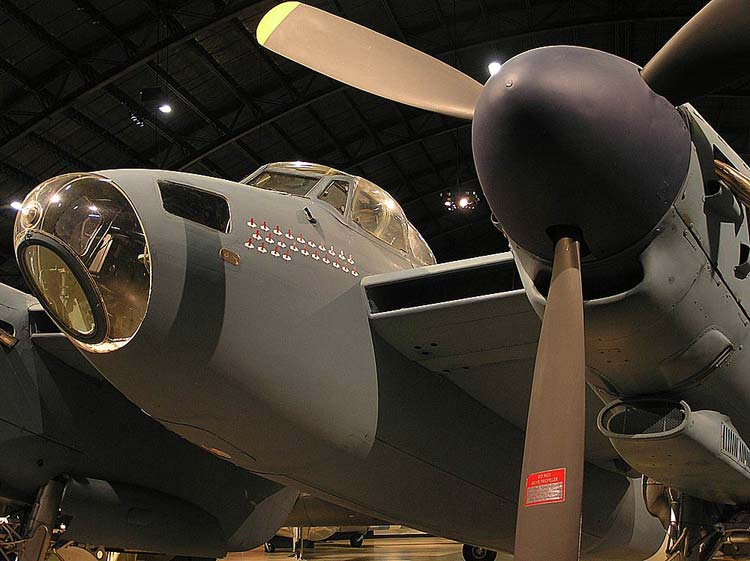
Un Mosquito con le insegne del 653 Bomb Squadron, esposto presso il National Museum of the United States Air Force di Dayton (Ohio).

Nella sezione anteriore la cabina di pilotaggio prevedeva la disposizione affiancata dei due membri dell'equipaggio, con la postazione del pilota sistemata sulla sinistra e leggermente più avanzata. Nelle versioni da ricognizione e da bombardamento il navigatore poteva accedere, tramite un apposito tunnel, al muso vetrato dove, in posizione prona, svolgeva le funzioni di osservazione e puntamento.
L'accesso alla cabina avveniva, nelle versioni da ricognizione e bombardamento, mediante una botola ricavata nella parte inferiore del cono di prua; nelle versioni da caccia e da attacco (nelle quali a prua erano alloggiati i cannoni) l'equipaggio entrava nel velivolo tramite una porta ricavata nel lato destro della fusoliera, prima dell'ala.
La sezione di coda della fusoliera terminava con gli impennaggi di tipo classico, con la deriva a sovrastare i piani di coda che terminavano in posizione leggermente più arretrata.
L'ala, disposta in posizione mediana, era bi-longherone; questi erano realizzati con corrente di abete rosso ed anima in compensato; il bordo d'entrata era diritto mentre quello d'uscita era profondamente rastremato verso l'estremità. Nel prototipo il bordo d'entrata era dotato di ipersostentatori che vennero però eliminati negli esemplari di serie, stante il buon comportamento del velivolo alle basse velocità. Al di sotto dell'ala era prevista una stiva, utilizzata per il trasporto dei carichi da sganciare (esplosivi,serbatoi ausiliari di carburante o altro, a seconda delle diverse versioni). I motori erano alloggiati in gondole alari allungate verso la parte anteriore del velivolo; nella sezione alare interna (tra la fusoliera e le gondole dei motori) erano posizionati i radiatori.
Le superfici di controllo, realizzate in lega leggera erano le uniche parti metalliche del Mosquito; il rivestimento del velivolo era realizzato interamente in tela, tranne che per gli alettoni che erano rivestiti in metallo.
Il carrello era di tipo triciclo posteriore, con gambe monoruota e doppi ammortizzatori a tamponi di gomma. Gli elementi anteriori del carrello si ritraevano all'indietro all'interno delle gondole motore; il ruotino posteriore era di tipo retrattile, collocato all'estremità posteriore del cono di fusoliera; anche quando era in posizione retratta sporgeva parzialmente dal proprio alloggiamento.

### Motore

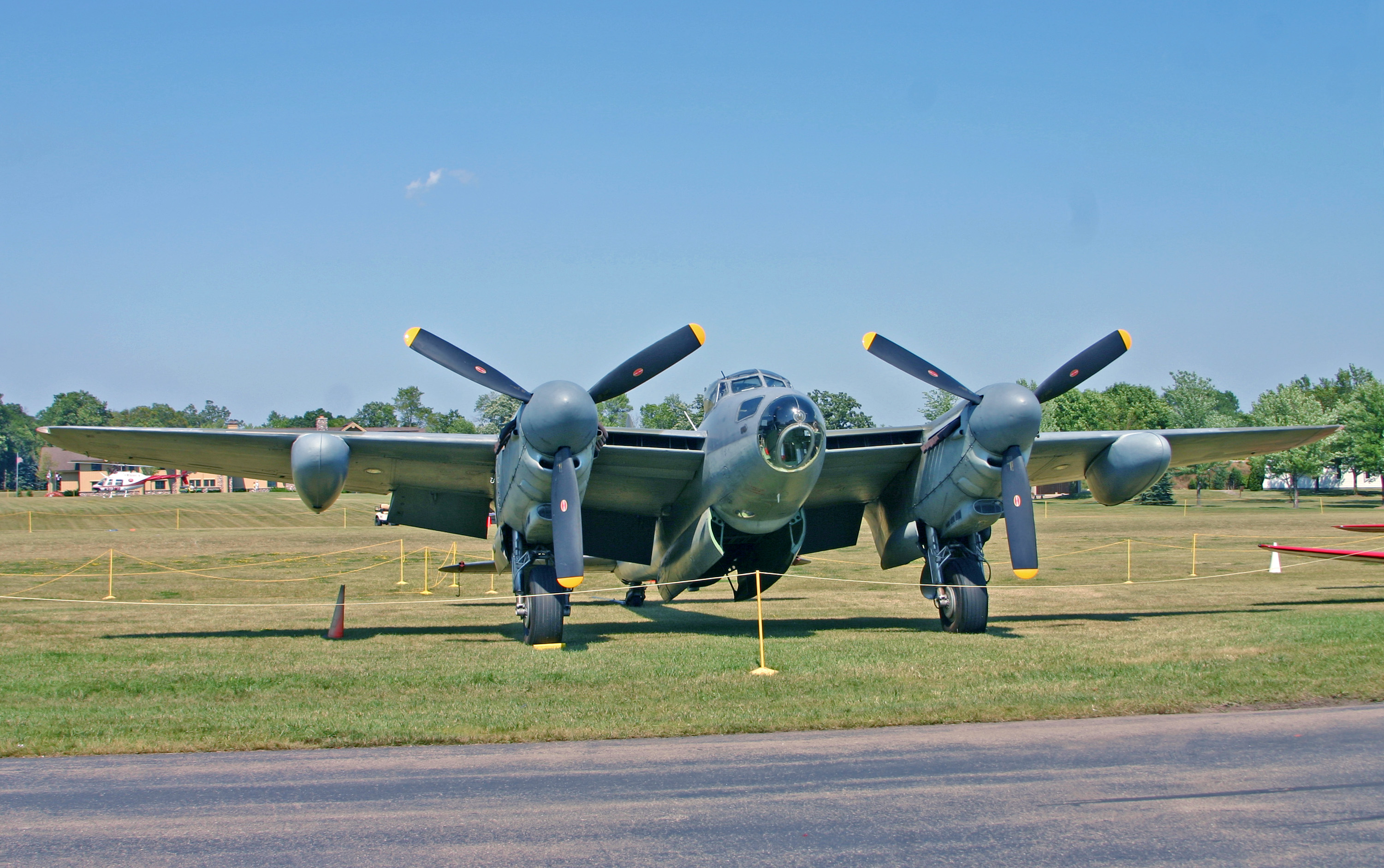
Un Mosquito B.Mk 35, una delle ultime versioni bombardiere prodotte.

Il Mosquito, nel corso della sua storia, fu sempre equipaggiato con i V-12 Rolls-Royce Merlin utilizzandone, di volta in volta, le versioni più recenti o maggiormente adatte all'impiego operativo previsto. In particolare l'introduzione dei compressori meccanici a due stadi (a partire dal Merlin 61, utilizzato sui Mosquito PR Mk.VIII da ricognizione fotografica) consentì di realizzare versioni per l'impiego a quote più elevate, fornendo un considerevole incremento di prestazioni.
I velivoli prodotti negli impianti canadesi ebbero i motori Packard V-1650, la versione del Merlin prodotta su licenza negli Stati Uniti.
I motori azionavano eliche tripala metalliche a passo variabile; solo nelle versioni impiegate dalla Fleet Air Arm furono impiegate eliche quadripala,per la minor lunghezza delle pale (fattore utile in fase di appontaggio sulle portaerei, per evitare il contatto delle pale col ponte al momento dell'aggancio con i cavi d'arresto).
Un aspetto particolare della motorizzazione del DH.98 riguarda l'impiego di motori indifferenziati nel senso di rotazione delle eliche: rispetto alla quasi totalità dei bimotori coevi che erano dotati di eliche rotanti in senso antagonista, per neutralizzare i fastidiosi effetti di coppia, nei due motori del Mosquito le eliche ruotavano nel medesimo senso causando un elevato momento di coppia di reazione.
Se si aggiunge la grande esuberanza di potenza a disposizione (1710 hp per ciascun motore sulla versione più avanzata "Mosquito B XVI"), la fase di decollo era particolarmente critica, soprattutto per i piloti inesperti. Al momento dell'apertura delle manette, il Mosquito era dotato di un notevole spunto in avanti ma l'effetto di coppia di reazione tendeva immediatamente a far deviare l'aereo dalla corsa rettilinea di decollo, causando anche rovinose uscite di pista, se il fenomeno non era prontamente tenuto sotto controllo.
Le eliche rappresentarono sempre un punto critico e temuto. Molti piloti di Mosquito dichiararono che portarlo in volo era esaltante, che l'aereo era veloce, potente e pronto ai comandi, ma che vedere le pale delle eliche ruotare a poche decine di centimetri dalla fusoliera, all'altezza dei piedi, era un incubo. Era infatti noto che in caso di atterraggio di fortuna o di improvviso cedimento del carrello, bisognava immediatamente ritrarre i piedi per salvarli da gravissime mutilazioni causate dal distacco delle pale dell'elica, che a contatto col suolo avrebbero potuto penetrare di rimbalzo nel sottile strato di compensato della fusoliera.

### Sistemi
L'impiego del Mosquito nei ruoli di caccia notturno e di bombardiere comportò l'installazione delle prime apparecchiature radar all'epoca disponibili e, durante tutto il processo di sviluppo del velivolo, la disponibilità di nuove versioni degli strumenti di ricerca comportò la nascita di nuove versioni oppure l'aggiornamento delle macchine già in servizio.
Per la caccia notturna, le necessità riguardavano apparecchiature d'intercettazione che consentissero di individuare il nemico in condizioni di assenza di visibilità.
La prima versione destinata alla caccia notturna (NF Mk.II) alloggiava il radar d'intercettazione ad onde lunghe "AI.IV" (acronimo di Airborne Intercept Mk.IV) ma già esemplari della stessa serie impiegavano il successivo "AI.V" (simile al precedente ma dotato di un display a disposizione del pilota che veniva, in tal modo, agevolato nella ricerca del bersaglio). Questi apparati avevano tuttavia un limite nel raggio minimo di funzionamento: il radar perdeva il contatto con l'obiettivo prima che questo potesse entrare nel raggio visivo del pilota.
Il passo successivo della tecnologia fu quello del radar con lunghezza d'onda centimetrica che trovò applicazione pratica nell'apparato "AI.VIII" con il quale furono aggiornati gli NF Mk.II a partire dall'estate del 1942 e che venne installato nei velivoli di nuova produzione, identificati come NF Mk.XIII.
La comparsa dell'apparato di origine statunitense designato "SCR-720" (ed adottato dai britannici con la sigla "AI.X") condusse alla nuova conversione di velivoli NF Mk.II che divennero così NF Mk.XVII analogamente agli NF Mk.XIII che divennero NF Mk.XIX.
L'ultimo tipo di apparato radar installato sui Mosquito per la caccia notturna fu lo "AI.IX" con il quale venne equipaggiata la versione NF.38; si rivelò tuttavia pesante e poco efficiente ed il velivolo in questione non fu mai impiegato dalla RAF.
Diverse erano le necessità dei velivoli da bombardamento: in questo caso era determinante stabilire la localizzazione dei velivoli rispetto all'obiettivo da colpire. Questo risultato venne ottenuto mediante l'impiego di segnali radio che tramite due diversi sistemi di radionavigazione (GEE ed Oboe) consentivano di migliorare l'efficacia dei bombardamenti anche in condizioni meteo avverse o durante le missioni notturne.
Oltre ai due sistemi precedenti venne impiegato anche il radar "H2S": questo sistema forniva una mappa elettronica (per quanto di difficile interpretazione) del terreno sottostante.
Le due versioni imbarcate del Mosquito (TR.33 e TR.37) vennero equipaggiate rispettivamente con il radar di origine statunitense "ASH" (AN/APS-6), alloggiato in un radome "a ditale" all'estrema prua e con quello di origine britannica "ASV Mk.III" contenuto in un radome di dimensione maggiore.
Infine i velivoli in dotazione all'USAAF vennero dotati di ricevitori LORAN ed alcuni furono equipaggiati con il radar di navigazione e rilevamento del suolo "H2X" (sviluppo statunitense del britannico H2S).

### Armamento
L'armamento delle diverse versioni del Mosquito variava in modo sostanziale, in ragione del ruolo a cui erano destinate.
I dati, dove non diversamente indicato, sono tratti da "Mosquito Origins & Variants" in "www.airvectors.net"
- Ricognizione: come previsto dal progetto originario, i Mosquito nelle versioni caratterizzate dalla sigla "PR" (Photographic Reconnaissance) furono prodotti privi di qualsiasi armamento. L'unica risorsa su cui gli equipaggi sapevano di poter contare era la velocità del velivolo.
- Caccia/Caccia Notturna: la dotazione standard iniziale (F/FN Mk.II) prevedeva l'installazione di quattro mitragliatrici calibro .303 in (alloggiate nel cono di prua) e di quattro cannoni Hispano Mk.II calibro 20 mm (sempre nella sezione di prua della fusoliera, ma nella parte inferiore). Nelle versioni successive non fu più possibile installare le mitragliatrici poiché nel cono di prua era installata l'antenna parabolica ricevente del radar d'intercettazione (nella prima versione le antenne riceventi erano due, a stelo, sulle estremità alari).
- Attacco al suolo: i velivoli di questa versione (FB Mk.VI) mantenevano la dotazione di armi fisse inizialmente prevista per la versione da caccia (quattro mitragliatrici e quattro cannoni); nel vano bombe (disposto subito dietro ai cannoni) era previsto l'alloggiamento di due bombe da 250 lb (112 kg). Un ridimensionamento delle alette direzionali delle bombe consentì di alloggiare due bombe da 500 lb; nel corso del conflitto furono studiate modifiche alle ali grazie al cui irrobustimento era possibile (mediante rastrelliere disposte nella parte inferiore) trasportare un'ulteriore bomba da 500 lb per ogni semiala (in alternativa potevano essere applicati serbatoi supplementari di carburante). A partire dagli ultimi mesi del 1944[13] divennero disponibili razzi subalari: i Mosquito potevano montarne quattro per semiala e le loro testate potevano avere carica cava, esplosivo ad alto potenziale e cariche incendiarie e si dimostrarono particolarmente efficaci, oltre che nelle missioni di attacco al suolo, anche per l'attacco alle navi.
Vi fu solamente un'altra versione per l'attacco al suolo, la FB Mk.XVIII: realizzata espressamente all'impiego antinave, sotto le insegne del Coastal Command, impiegava al posto dei quattro cannoni calibro 20 mm un singolo cannone calibro 57 mm destinato (nelle intenzioni) all'attacco dei sommergibili in fase di navigazione in superficie.
- Bombardamento: anche le versioni identificate dalla sigla "B" non erano dotate di armamento fisso (mitragliatrici o cannoni). Il carico offensivo di caduta previsto dal progetto era costituito da quattro bombe da 250 lb ma le modifiche alle alette direzionali delle bombe consentirono anche in questo caso di raddoppiare il peso degli ordigni trasportati. A partire dal 1943 modifiche ai portelli del vano bombe, operate sugli esemplari già in servizio (B Mk.IV) e divenute standard sulle versioni successive (B Mk.IX e Mk.XVI), consentirono di raddoppiare nuovamente il carico offensivo permettendo l'alloggiamento di una singola bomba "Blockbuster" (contenente 4 000 lb di esplosivi).
- Silurante: entrambe le versioni realizzate (TR.33 e TR.37), analogamente ai velivoli delle versioni da attacco, alloggiavano nel cono di prua l'antenna parabolica del radar; l'armamento offensivo anche in questo caso era costituito da quattro cannoni calibro 20 mm nella sezione inferiore del cono di prua mentre il carico di caduta prevedeva 500 lb di bombe nella stiva oppure un siluro da 18 pollici (46 cm). Anche in questo caso era possibile l'impiego delle rastrelliere alari al fine di alloggiarvi altre bombe, razzi o serbatoi supplementari.

## Impiego operativo

### Regno Unito
Superate le perplessità iniziali, le autorità britanniche ordinarono un numero sempre maggiore di Mosquito e, da allora, l'unica lamentela che si registrò fu che non ce ne fossero mai abbastanza.
La sua versatilità venne garantita anche da un costante lavoro di sviluppo che interessò tutte le varie componenti del velivolo, dai motori all'armamento, per arrivare alle dotazioni di bordo che seguivano i frequenti aggiornamenti delle tecnologie, all'epoca nelle loro prime fasi di sviluppo.
Di seguito, si riportano (suddivisi in base ai diversi comandi che misero in linea il Mosquito) i principali eventi riportati dalle fonti disponibili.

#### Royal Air Force

##### Coastal Command
I primi Mosquito a prendere servizio operativo furono quelli della serie PR Mk.I: vennero assegnati, a partire dal 13 luglio 1941, alla No.1 Photographic Reconnaissance Unit (basata a Benson, nell'Oxfordshire), inquadrata nel Coastal Command.
L'impiego di questi velivoli confermò ben presto le premesse che avevano condotto alla realizzazione del Mosquito: il 18 settembre un Mosquito, in missione di ricognizione nel sud della Francia, fu costretto a rientrare alla base per un malfunzionamento delle fotocamere; intercettato durante il volo di ritorno da tre Messerschmitt Bf 109, riuscì agevolmente ad allontanarsi.
Per le doti di velocità e lunga autonomia, i PR Mk.I erano in grado di svolgere missioni di ricognizione sul territorio tedesco; addirittura una delle prime missioni fu svolta nei cieli della Polonia.
I velivoli del No. 54 Squadron, della versione PR Mk.VIII, nel marzo del 1943 furono i primi velivoli della RAF a fotografare Berlino, mentre il 2 giugno del 1943 fu grazie alle fotografie scattate da un altro Mosquito PR. Mk.VIII che vennero individuate le nuove V2 nel sito di Peenemünde.
L'ultima versione da ricognizione del Mosquito fu la PR.34: velivoli di questa serie presero parte alle ultime operazioni contro i giapponesi, nel maggio del 1945 e svolsero l'ultima missione operativa il 15 dicembre del 1955 in Malaysia, nel periodo che precedette l'indipendenza del paese.
Per quanto concerne le operazioni di attacco, il Coastal Command impiegò sia la variante da bombardamento B Mk.IV che velivoli della FB Mk.VI ed ottenne la realizzazione della variante FB Mk.XVIII (derivata dalla precedente) che adottava, in sostituzione dei cannoni nella parte anteriore della fusoliera, un singolo cannone Molins calibro 57 mm (ottenuto dall'adattamento del cannone anticarro da sei libbre). In genere due delle mitragliatrici in dotazione venivano smontate, mentre le altre due venivano impiegate dal pilota per guidare il puntamento del cannone (dotato di soli 25 proiettili). Questa versione del Mosquito venne soprannominata Tse-Tse.

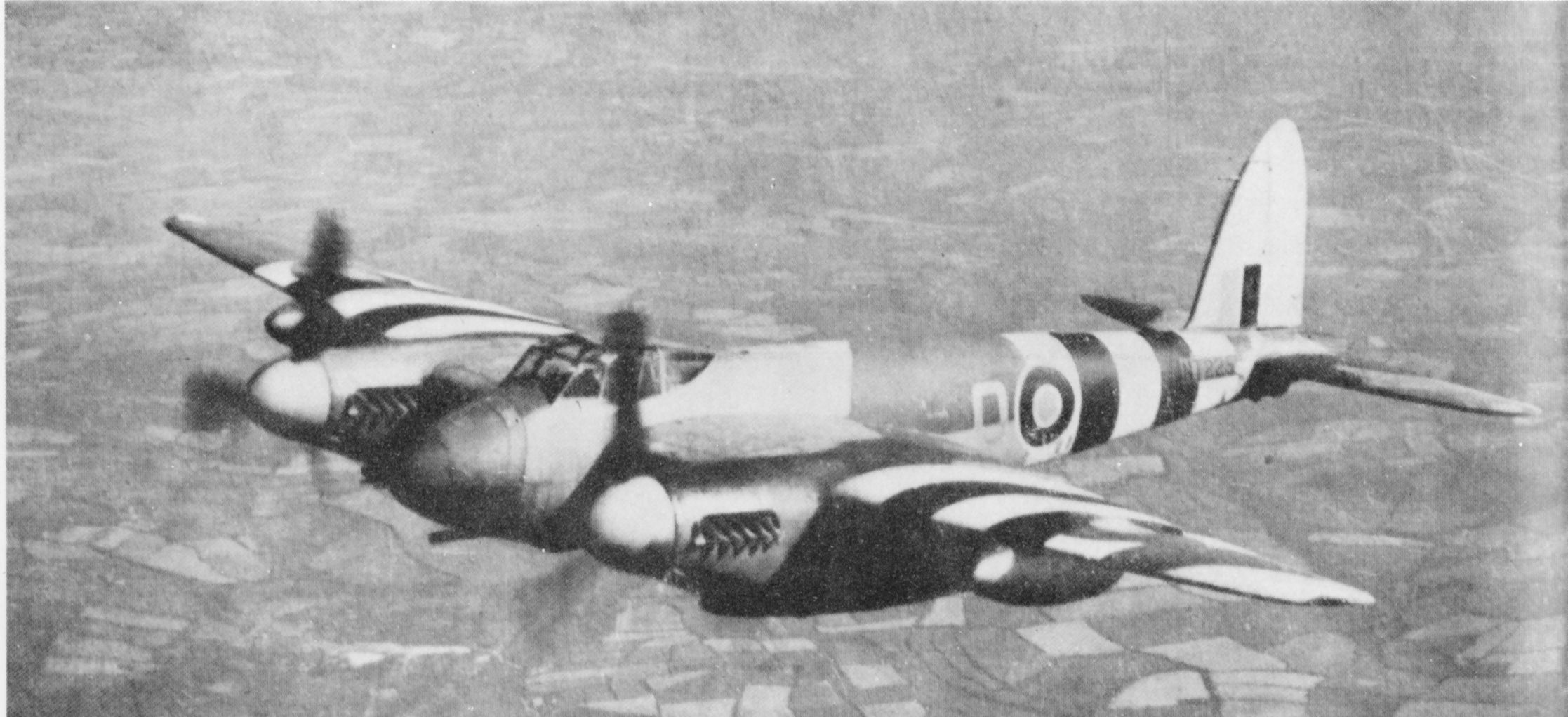
Un Mosquito FB Mk.XVIII in volo; si noti, al di sotto del muso, il cannone calibro 57 mm.

Il cannone era utilizzato per l'attacco ai sommergibili quando questi si trovavano nella fase di navigazione in superficie, generalmente in prossimità dei porti (l'individuazione degli U-Boot avveniva con l'aiuto della decrittazione delle comunicazioni)
Condizionato dalla lunga procedura di puntamento, l'avvicinamento al bersaglio rendeva il velivolo piuttosto vulnerabile per cui venne preferito l'impiego di proiettili a razzo nelle rastrelliere alari, non appena questi si resero disponibili per i velivoli della serie FB Mk.VI.
Il primo successo contro i sommergibili venne registrato il 25 marzo del 1944 quando l'U-976 venne affondato nel Golfo di Biscaglia da due Mosquito FB Mk.XVIII. Complessivamente, alla fine del conflitto, furono otto gli affondamenti di U-Boot attribuiti (anche in concorso con altri velivoli o unità navali) ai Mosquito.
Altre operazioni vennero svolte da un'unità espressamente costituita: il Banff Strike Wing (stanziato in Scozia), costituito da sette Squadron (di cui due con equipaggi norvegesi, uno neozelandese ed uno fornito dalla Royal Canadian Air Force). Questa formazione operò prevalentemente al largo delle coste norvegesi ed impiegò aerei della serie FB Mk.VI armati con otto razzi subalari ottenendo buoni risultati contro il naviglio, prevalentemente mercantile, tedesco.
Tra gli ordigni particolari impiegati dai B Mk.IV del Coastal Command vi fu la bomba Highball (letteralmente "palla alta"), sviluppo del concetto già applicato con la bouncing bomb: sviluppata con l'obiettivo dichiarato di attaccare la corazzata tedesca Tirpitz, fu sperimentata dal No. 618 Squadron ma, seppur ufficialmente operativa dal maggio del 1944, non fu utilizzata in combattimento. Il reparto nel successivo mese di ottobre venne trasferito in Australia, ancora una volta senza che l'arma venisse impiegata. Il suo sviluppo venne definitivamente abbandonato nel 1947.

##### Bomber Command
Sebbene il progetto fosse nato in risposta alla richiesta per un bombardiere medio, le prime consegne di esemplari da bombardamento, identificati come B Mk.IV, vennero effettuate nel novembre del 1941. Analogamente ai PR Mk.I da ricognizione avevano muso vetrato, gondole motore di tipo corto ed erano privi di armamento difensivo; nella stiva potevano portare fino a 1 000 lb di bombe.

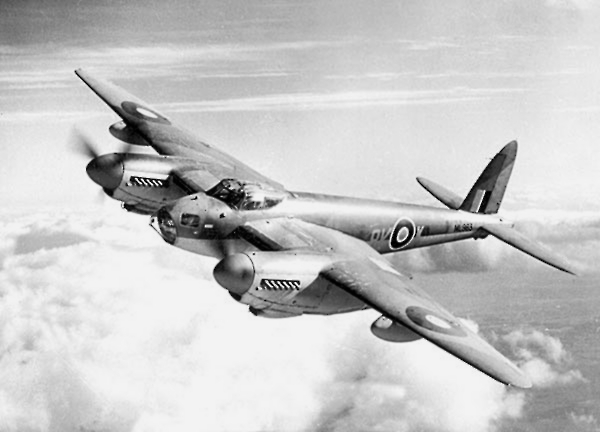
Un Mosquito B Mk XVI inglese.

La produzione degli esemplari successivi, sempre della versione B Mk.IV ma identificati come II serie, incorporavano le modifiche alle gondole motore (che, allungate, riducevano le turbolenze in coda al velivolo, migliorandone la stabilità); questi esemplari vennero assegnati ai reparti a partire dalla primavera del 1942.
Nel frattempo era stata realizzata una modifica alle alette posteriori delle bombe da 500 lb che consentì di alloggiarne quattro nella stiva del Mosquito al posto delle precedenti da 250 lb, raddoppiandone così la capacità offensiva.
La prima missione di bombardamento ebbe luogo il 31 maggio del 1942 ed ebbe come obbiettivo la città tedesca di Colonia già oggetto, la notte precedente, del primo raid dell'Operazione Millennium. Dei cinque velivoli che portarono l'attacco uno venne abbattuto, consentendo ai tedeschi di conoscere il nuovo velivolo analizzandone i rottami.
Dopo le prime esperienze il Bomber Command della RAF non rimase soddisfatto dell'impiego del Mosquito come bombardiere, a causa dei risultati inferiori a quelli ottenuti con i bombardieri pesanti e delle maggiori perdite; l'assenza di armamento difensivo lasciava senza speranza gli equipaggi di fronte agli attacchi che i Focke-Wulf Fw 190 riuscivano a portare lanciandosi in picchiata da quote più elevate.
Nel successivo mese di luglio i Mosquito B Mk.IV vennero assegnati alla Pathfinder Force (nota anche con l'acronimo di PFF): i velivoli di questa forza, (nel gennaio del 1943 ridesignata "No 8 (Pathfinder Force) Group"), erano equipaggiati con sistemi di navigazione (quali l'H2S e l'OBOE) e facevano da battistrada alle squadre dei bombardieri pesanti, individuando i bersagli e segnalandoli con il lancio di razzi illuminanti. Con questo sistema i Mosquito della PFF diedero inizio, nel marzo del 1943, alla battaglia della Ruhr segnalando ai bombardieri la città di Essen.
Nel frattempo gli equipaggi degli Squadron No. 105 e 109 avevano messo a punto una tattica di combattimento che si prestava maggiormente alle caratteristiche del Mosquito, effettuando attacchi di precisione a bassa quota su obiettivi limitati. Il primo tentativo di mettere in pratica questa tattica venne realizzato il 19 settembre del 1942 quando sei B Mk.IV effettuarono un attacco sulla città di Berlino; le avverse condizioni meteorologiche ridussero l'efficacia dell'azione ed un solo velivolo portò a termine con successo il bombardamento mentre un altro venne abbattuto.
Il 25 settembre 1942, quattro Mosquito del No. 105 Squadron (decollati dalla base di Leuchars, sulla costa scozzese) attaccarono la sede della Gestapo ad Oslo presso la quale era previsto un raduno alla presenza di Vidkun Quisling, presidente dello Stato fantoccio norvegese che collaborava con la Germania nazista. Pur mancando l'obiettivo principale e malgrado la perdita di un velivolo, il raid venne considerato un successo e diede inizio ad una serie di azioni simili realizzate negli anni successivi.
Le classiche missioni di bombardamento non vennero comunque abbandonate definitivamente e, per creare diversivi rispetto agli attacchi portati con i bombardieri pesanti, venne creata la Light Night Striking Force (forza leggera d'attacco notturno, alcune volte indicata anche come Fast Night Striking Force - forza veloce d'attacco notturno) che aveva il compito principale di distrarre le forze di difesa tedesche, provvedendo in alcuni casi a lanci di strisce d'alluminio destinate al disturbo dei radar difensivi.
A partire dal mese di aprile del 1943 comparvero i primi Mosquito B Mk.IV modificati nei portelli del vano bombe, dotati di rigonfiamento che consentiva di trasportare una singola bomba da 4 000 lb (1 815 kg) High Capacity ("HC", ad alta capacità, nota anche con il nome di "Blockbuster" o "Cookie") che, utilizzate nelle missioni LNSF ne aumentavano l'efficacia, facendo perdere a queste missioni la caratteristica di semplice diversivo.
Un uso particolare delle bombe "Cookie" fu tentato dai Mosquito B. Mk.XVI del Bomber Command nel corso della offensiva delle Ardenne: con attacchi a bassa quota gli equipaggi tentarono di centrare le imboccature dei tunnel ferroviari; i risultati non furono particolarmente soddisfacenti, ma sembra che almeno un tunnel sia stato distrutto con questa tattica.
L'ultima versione del Mosquito destinata al bombardamento fu la B.35, equipaggiata con motori Merlin 114 grazie ai quali poteva raggiungere i 12 800 m di quota: portata in volo per la prima volta il 12 marzo del 1945 non divenne operativa in tempo per prendere parte alle ultime fasi del conflitto mondiale. Molti di questi velivoli vennero impiegati nei reparti della RAF dislocati in Germania nel dopoguerra.
L'ultimo reparto ad usare la versione da bombardamento fu il No. 139 Squadron i cui Mosquito vennero sostituiti solo nel 1953 dagli English Electric Canberra, ma alcuni esemplari rimasero in servizio fino ai primi anni sessanta in qualità di traino bersagli.

##### Fighter Command
Già nel corso della fase progettuale, presupponendo il futuro impiego come intercettore, gli ingegneri della de Havilland considerarono la possibilità di installare armi fisse (mitragliatrici e cannoni) a bordo del Mosquito.
La previsione si rivelò azzeccata, tanto che già il secondo prototipo fu realizzato come caccia a lungo raggio e, designato F Mk.II, montava quattro mitragliatrici calibro. 303 in (all'estremità del cono di prua) e quattro cannoni da 20 mm (sempre sul muso, nella parte inferiore della fusoliera). La concentrazione delle armi in un solo punto richiedeva, da un lato, abilità da parte del pilota in fase di puntamento ma, dall'altro, garantiva un considerevole volume di fuoco che poteva influire positivamente sulla durata del combattimento.

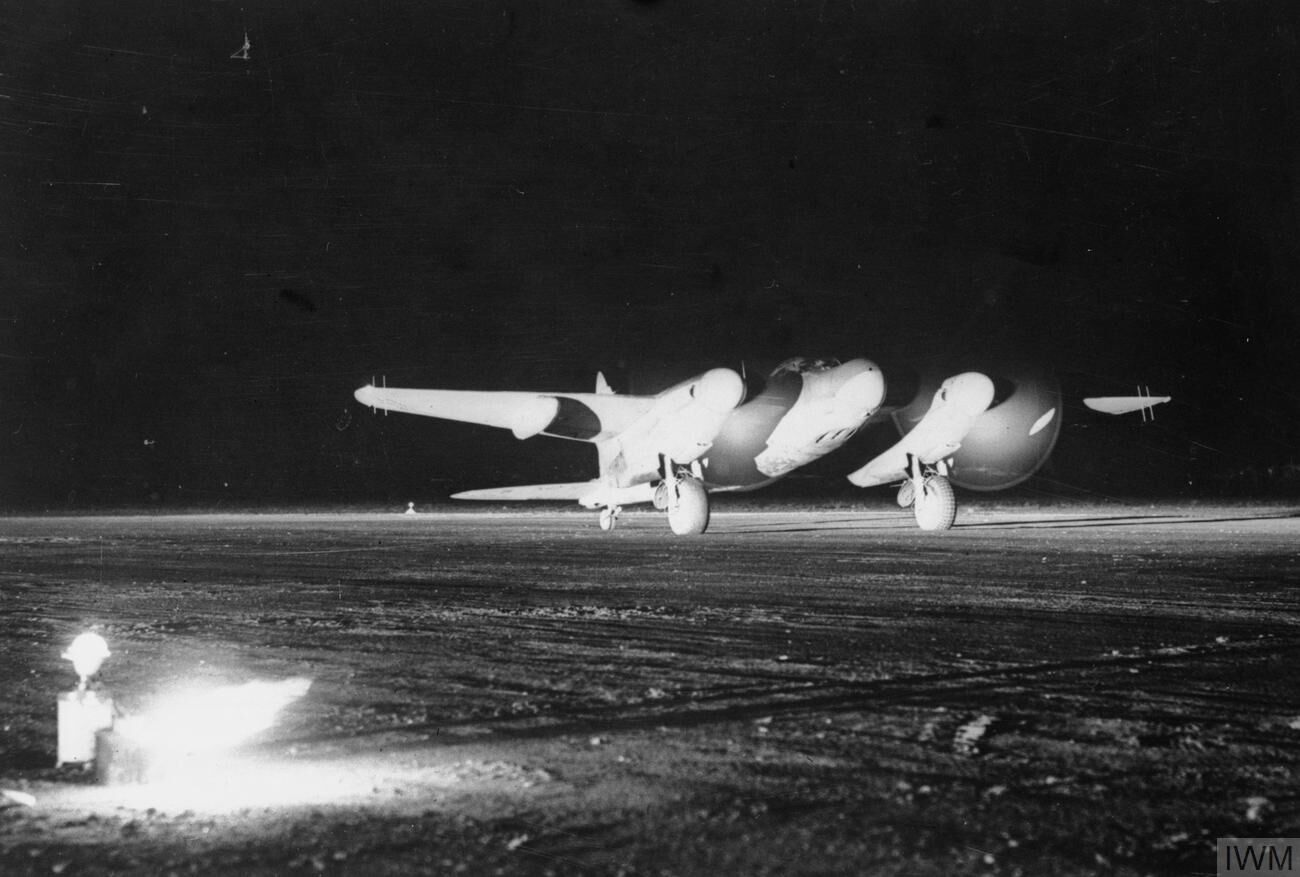
Un Mosquito NF Mk.XIII in decollo dall'aeroporto di Foggia nel novembre del 1944.

Il primo volo della versione da caccia ebbe luogo il 15 maggio del 1941, ma già nei successivi mesi estivi (in funzione dei raid notturni messi in atto dalla Luftwaffe) si pensò di impiegare il Mosquito come caccia notturno. Sugli esemplari in costruzione venne quindi installato il radar d'intercettazione ad onde lunghe AI.IV (acronimo di Airborne Intercept Mk.IV). Ebbe così origine la versione NF Mk.II, che manteneva il medesimo armamento della versione originale poiché le antenne del radar (una trasmittente che spuntava dal cono di prua e due riceventi, una all'estremità di ciascuna delle semiali) non ne condizionavano il posizionamento.
Consegnati ai reparti tra la fine dell'anno e l'inizio del 1941, gli NF Mk.II divennero operativi nel mese di aprile evidenziando problemi che l'urgenza di mettere in servizio i velivoli e la conseguente carenza di test non avevano messo in luce: la vernice nera opaca con la quale erano stati verniciati (creando un effetto velluto sulla fusoliera) causava una considerevole riduzione della velocità (circa 25 mph, pari a 40 km/h), mentre l'uso delle mitragliatrici comportava il temporaneo abbagliamento del pilota a causa delle fiammate degli spari non adeguatamente schermate.
Nel frattempo la frequenza e la portata dei bombardamenti notturni da parte dei tedeschi era considerevolmente diminuita, per cui l'impiego dei Mosquito fu più raro del previsto; i principali obiettivi rimasero i bombardieri che effettuavano i cosiddetti bombardamenti "Baedeker" (dal nome della nota guida turistica, poiché avevano come principale bersaglio i diversi siti storici o culturali del paese). Il primo abbattimento ufficiale ad opera di un NF Mk.II venne registrato il 24 giugno, ai danni di un Heinkel He 111, seguito a pochi minuti di distanza da quello di un Dornier Do 217.
Al fine di impedire al nemico di mettere le mani sulle apparecchiature radar installate sui velivoli, ai Mosquito non era inizialmente consentito di entrare negli spazi aerei dei territori occupati dalle truppe tedesche; alcuni esemplari vennero comunque privati dei rispettivi radar ed utilizzati per pattugliare i campi di volo prospicienti il canale della Manica alla ricerca di velivoli tedeschi in fase di atterraggio, facilmente individuabili grazie alle luci di atterraggio accese.
Tra gli esperimenti svolti con il Mosquito NF Mk.II, risulta un esemplare dotato di Turbinlite (un proiettore da ricerca) installato sul muso; tale apparecchiatura (sperimentata anche sui Douglas Havoc e sui Vickers Wellington), non si dimostrò efficace e l'esperimento non ebbe seguito.
La comparsa di nuovi, e sempre più precisi, apparati radar portò alla realizzazione di nuove versioni del Mosquito destinate alla caccia notturna (NF Mk.XII, Mk.XIII, Mk.XVII e Mk.XIX), di cui una (Mk.XV) destinata al contrasto dei bombardieri che operavano ad alta quota (caratterizzata da motori con compressore a doppio stadio e cabina pressurizzata) di cui furono però costruiti solo cinque esemplari in quanto ormai i tedeschi avevano ridotto drasticamente ogni tipo di attacco con i bombardieri.
L'introduzione dei nuovi tipi di radar consentì di usare i caccia notturni anche come mezzo d'attacco e non solo per la difesa. L'installazione di un radar nel cono di coda (apparato denominato "Monica"), portò gli equipaggi dei Mosquito ad escogitare una tattica particolare: di notte, procedevano a bassa velocità, come bombardieri pesanti, attendendo che la caccia notturna nemica cercasse di intercettarli; una volta stabilito il contatto grazie al radar di coda, i Mosquito invertivano la rotta tramutandosi repentinamente da prede a cacciatori.
L'obiettivo principale dei caccia notturni schierati sul territorio metropolitano divennero le bombe volanti V-1, contro le quali i Mosquito fecero registrare circa 600 abbattimenti. La minaccia delle V-1, una volta liberate le aree della Francia nelle quali erano situate le basi di lancio, rimase legata ai lanci in volo eseguiti dai bombardieri He 111; anche in questo caso i Mosquito inflissero pesanti perdite al nemico malgrado i rischi cui andavano incontro dovendo operare a velocità relativamente basse per intercettare i bombardieri appesantiti dagli ordigni.
Le versioni NF.30, 36 e 38 furono le ultime realizzate per il ruolo di caccia notturno; furono impiegate anche nel dopoguerra come soluzione ad interim in attesa dell'entrata in servizio dei primi velivoli con propulsione a getto.
La versione NF.38 fu anche l'ultima in assoluto ad uscire dalle linee di montaggio del Mosquito, con l'ultimo esemplare completato nel 1950; dotata di radar AI.IX (pesante e privo di particolari vantaggi rispetto ai modelli precedenti) risultava più complicata da pilotare. Non venne mai adottata dalla RAF e più della metà degli esemplari prodotti venne venduta alla Jugoslavia.

##### Second Tactical Air Force
Nota anche con l'acronimo "2TAF" (formata da reparti da caccia ed attacco al suolo delle diverse forze aeree delle nazioni del Commonwealth), fu l'unità che fece il maggior uso (per quanto in via non esclusiva) della versione del Mosquito prodotta nel più elevato numero di esemplari, la FB Mk.VI.

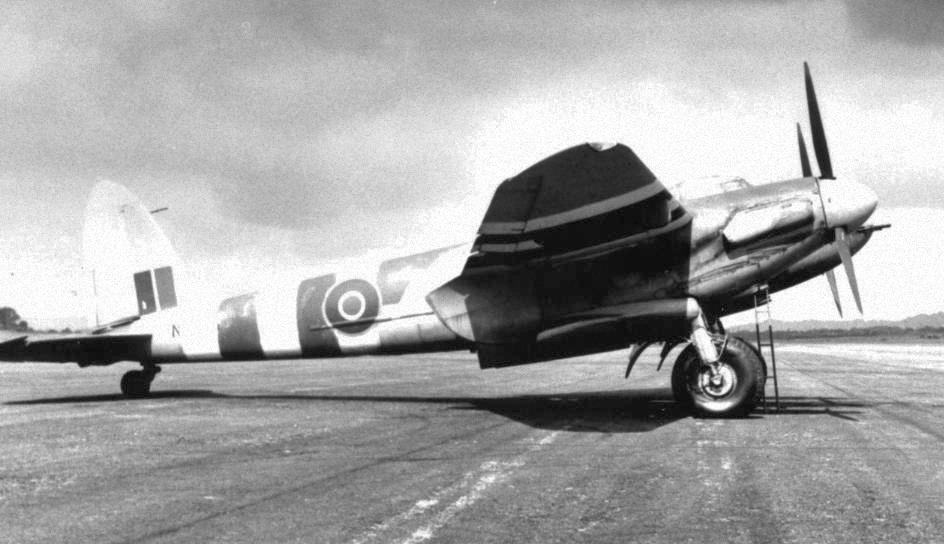
Un Mosquito FB Mk.VI presso la base di Lasham, nel giugno del 1944. Sulla fusoliera e sulle ali, sono dipinte le strisce d'invasione.

Questa versione vide la luce nell'estate del 1942, sulla scorta dei raid portati a termine sulle coste francesi dai Mosquito NF.II privati, a scopo precauzionale, delle apparecchiature radar; destinata all'impiego alle basse quote, non montò mai i motori Merlin con compressore a doppio stadio.
L'entrata in servizio di questi velivoli fu ritardata da un incidente al prototipo: mentre il primo volo sarebbe avvenuto nel luglio del 1942 (o il 1º giugno, secondo altra fonte), il primo reparto operativo (il No. 418 Squadron, dipendente dal Fighter Command) iniziò le operazioni solo nel maggio del 1943.
Le operazioni della "2TAF" interessarono prevalentemente gli obbiettivi situati nelle città dell'Europa occupate dai tedeschi e le principali vie di comunicazione (in particolare le ferrovie), che venivano attaccate con raid a bassa quota.
Il 18 febbraio del 1944 una forza di diciotto Mosquito attaccò la prigione di Amiens (azione nota come Operazione Jericho) con la finalità di abbatterne i muri permettendo così la fuga dei prigionieri, prevalentemente membri della resistenza francese. A partire dalla primavera successiva alcuni raid furono indirizzati contro i comandi della Gestapo: l'11 aprile a L'Aia, il 31 ottobre ad Aarhus ed il 21 marzo del 1945 a Copenaghen.
Un altro degli obbiettivi dei Mk.VI furono le basi di lancio delle bombe volanti V-1 contro le quali (nel rapporto basi distrutte/esplosivo impiegato) i Mosquito si dimostrarono più efficaci rispetto ai bombardieri statunitensi B-17, B-25 e B-26.
Oltre che nel teatro europeo gli FB Mk.VI vennero impiegati anche contro i giapponesi in Birmania.

#### Fleet Air Arm
La componente aeronautica della Royal Navy impiegò poco più di un centinaio di Mosquito nel corso della guerra. Si trattò di esemplari delle serie FB Mk.VI e T Mk.III che, impiegati in 19 diversi Squadron, operarono da basi sulla terraferma.
Malgrado i numeri riportati, nessun reparto della FAA ebbe occasione prendere parte attiva ai combattimenti: il primo reparto a divenire operativo fu il No 811 Squadron, a partire dal settembre del 1945.
Per ciò che riguarda l'impiego del Mosquito dalle portaerei, le prime prove ebbero luogo nel marzo del 1944 nelle acque antistanti Belfast: in quell'occasione il Mosquito matricola LR359, appositamente dotato di gancio d'arresto, fu il primo bimotore britannico ad appontare su una portaerei.
L'esito positivo di queste prove portò alla realizzazione di un secondo prototipo ed alla definizione della variante TR.33 (le sigle indicano il compito di Torpedo e Reconnaissance, silurante e ricognitore) il cui primo esemplare volò per la prima volta il 10 novembre del 1945. Caratterizzati dall'adozione di eliche quadripala questi velivoli ebbero anche, a partire dal 24º esemplare della serie, le ali ripiegabili (per favorire lo stoccaggio negli hangar) ed il carrello d'atterraggio irrobustito. Potevano inoltre essere dotati di sistemi RATO (Rocket Assisted Take Off) al fine di agevolare le operazioni di decollo dalle portaerei, utilizzati (uno per lato, nella sezione di coda della fusoliera) in particolare in condizioni di pieno carico.
Venne realizzata una seconda versione "navalizzata", la TR.37, che differiva dalla precedente quasi esclusivamente per l'impiego di un diverso radar e per la configurazione del radome che lo conteneva.
L'impiego operativo di questi velivoli (66 esemplari delle due serie) fu complessivamente piuttosto limitato: i primi esemplari furono consegnati ai reparti nell'agosto del 1946 e furono radiati l'estate successiva.

### Australia
La Royal Australian Air Force assegnò al Mosquito il codice A52. Nei reparti della RAAF vennero impiegate sia macchine di produzione britannica che, a partire dal 1944, esemplari realizzati negli impianti australiani della de Havilland.
I Mosquito australiani operarono sia sul territorio metropolitano (No. 1 Squadron, No. 87 Squadron, No. 94 Squadron) che nel teatro europeo (No. 456 Squadron e No. 464 Squadron).
Affiancati ai reparti della RAF i velivoli australiani parteciparono alle più note vicende che ebbero il Mosquito come protagonista, in particolare il raid sulla prigione di Amiens ed il bombardamento del quartier generale della Gestapo a Copenaghen.
Nel dopoguerra alcuni esemplari furono ceduti alla Royal New Zealand Air Force, altri a privati. Gli ultimi velivoli rimasti in servizio vennero definitivamente radiati all'inizio degli anni cinquanta.

### Canada
Complessivamente furono sei gli Squadron della Royal Canadian Air Force equipaggiati con il Mosquito: quattro di questi (i No. 406, 409, 410 e 418) erano destinati alle operazioni di caccia notturna o di attacco al suolo, il No. 400 Squadron a compiti di ricognizione fotografica mentre il No. 404 Squadron era destinato al pattugliamento marittimo (sia contro il naviglio di superficie che contro i sommergibili).
Tra i risultati ottenuti dai reparti canadesi, risultano l'abbattimento di 92 bombe volanti V1.

### Stati Uniti d'America
Le autorità militari statunitensi fecero conoscenza con il Mosquito quando, nell'aprile del 1941, il generale Henry H. Arnold (all'epoca comandante dell'United States Army Air Forces) venne invitato ad assistere ad una prova di volo i cui risultati impressionarono molto favorevolmente l'alto ufficiale.

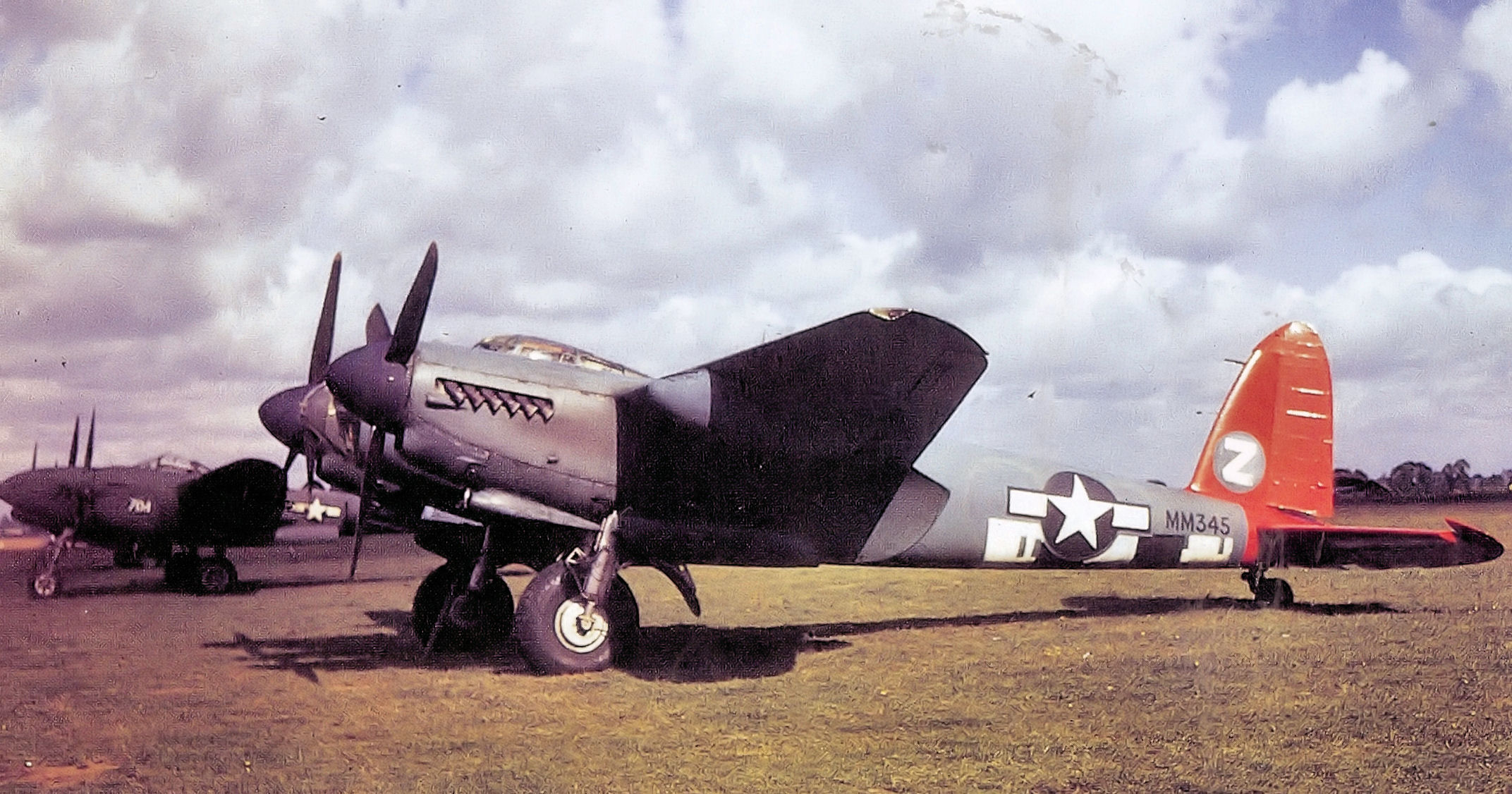
Un Mosquito B Mk.XVI dell'USAAF

L'evento non ebbe alcuno sviluppo concreto fino alla fine dell'anno successivo quando un Mosquito della serie B Mk.IV venne portato in volo dal colonnello Elliot Roosevelt, figlio dell'allora presidente degli Stati Uniti d'America Franklin Delano Roosevelt e comandante di uno squadron da ricognizione (all'epoca di stanza in nordafrica ed equipaggiato con i Lockheed F-4). L'esito della prova indusse il colonnello Roosevelt a fare pressioni affinché il Mosquito venisse adottato anche dall'USAAF.
Poiché in quel periodo il Mosquito cominciava ad uscire anche dalle linee di montaggio degli stabilimenti della de Havilland in Canada, l'USAAF riuscì ad accordarsi con l'amministrazione del Regno Unito per la fornitura di 120 di questi apparecchi; i ritmi produttivi tuttavia consentirono la consegna di soli 40 esemplari che, sebbene appartenenti originariamente a versioni da bombardamento, vennero convertiti in velivoli da ricognizione fotografica e denominati F-8. Questi aerei, equipaggiati con motori Merlin delle prime serie, non si rivelarono all'altezza delle aspettative, per cui l'USAAF riuscì a farsi assegnare un centinaio di esemplari della versione PR Mk.XVI (unitamente ad alcuni esemplari di T Mk.III per l'addestramento degli equipaggi).
L'USAAF impiegò i propri Mosquito prevalentemente per missioni di fotoricognizione; alcuni esemplari furono destinati alla ricognizione meteorologica mentre altri furono dotati di apparati radio destinati al supporto degli agenti infiltrati nei territori della Francia occupati dai tedeschi.
Particolarità dei Mosquito statunitensi furono i piani di coda interamente dipinti di rosso: tale accorgimento era inteso ad agevolare il riconoscimento dei velivoli, che non di rado venivano scambiati con i Messerschmitt Me 410.

### Altri paesi
Le informazioni, se non diversamente indicato, sono tratte da "Mosquito In Service / Foreign Users"
Il Mosquito venne impiegato nelle aeronautiche militari di diversi altri paesi, sia durante il corso della seconda guerra mondiale che nell'immediato dopoguerra:
- il Belgio acquistò una trentina di velivoli, la maggior parte dei quali nella versione NF.30 da caccia notturna;
- dopo aver ottenuto l'indipendenza, nel 1948, la Birmania ne impiegò un piccolo numero, non meglio quantificato;
- la Cecoslovacchia utilizzò una ventina di Mosquito nell'immediato dopoguerra; i velivoli furono presto rimpiazzati da modelli di origine sovietica;
- due lotti, per complessivi otto apparecchi, furono acquistati dall'aviazione della Repubblica Dominicana; tre di questi erano stati usati in precedenza dalla RCAF. Tutti i velivoli vennero dismessi, a metà degli anni cinquanta, a causa della mancanza di parti di ricambio;
- la Francia, nel dopoguerra, impiegò circa centocinquanta Mosquito di vario tipo; gli esemplari della versione FB Mk.VI furono impiegati nei combattimenti contro i Viet Minh nel corso della guerra d'Indocina.
- il nascente stato di Israele ottenne in vari modi, anche aggirando l'embargo esistente nei suoi confronti sulla vendita di armi, diversi Mosquito (tra questi una settantina venduti dalla Francia e quattordici dalla Fleet Air Arm); i velivoli furono impiegati con successo nel corso della crisi di Suez;
- la Jugoslavia ottenne poco più di cento esemplari nell'immediato dopoguerra;
- l'impiego da parte della Nuova Zelanda avvenne, nel corso della guerra, in reparti con le insegne della RAF; nel dopoguerra circa un centinaio di esemplari venne assegnato alla RNZAF presso la quale ebbero un impiego ridotto (molti rimasero a lungo inutilizzati)[34]. Tutti i velivoli superstiti furono radiati nel 1953;
- la Svezia acquistò sessanta esemplari della serie NF Mk.XIX che entrarono in servizio con la designazione locale di J 30;
- un singolo Mosquito fu internato in Svizzera nel corso della guerra; il velivolo venne successivamente acquistato ed utilizzato come banco di prova volante per la sperimentazione di motori a reazione;
- le forze nazionaliste di Chiang Kai-shek impiegarono in combattimento, a partire dall'inverno del 1948, circa duecento esemplari, nella guerra civile contro le truppe comuniste di Mao Tse-tung. Gli esemplari sopravvissuti, dopo aver raggiunto le basi sull'Isola di Formosa rimasero in servizio con l'aviazione di Taiwan fino ai primi anni cinquanta;
- nel 1947 la Turchia ricevette circa centoquaranta velivoli, rimasti in servizio fino al 1954.

### Usi civili

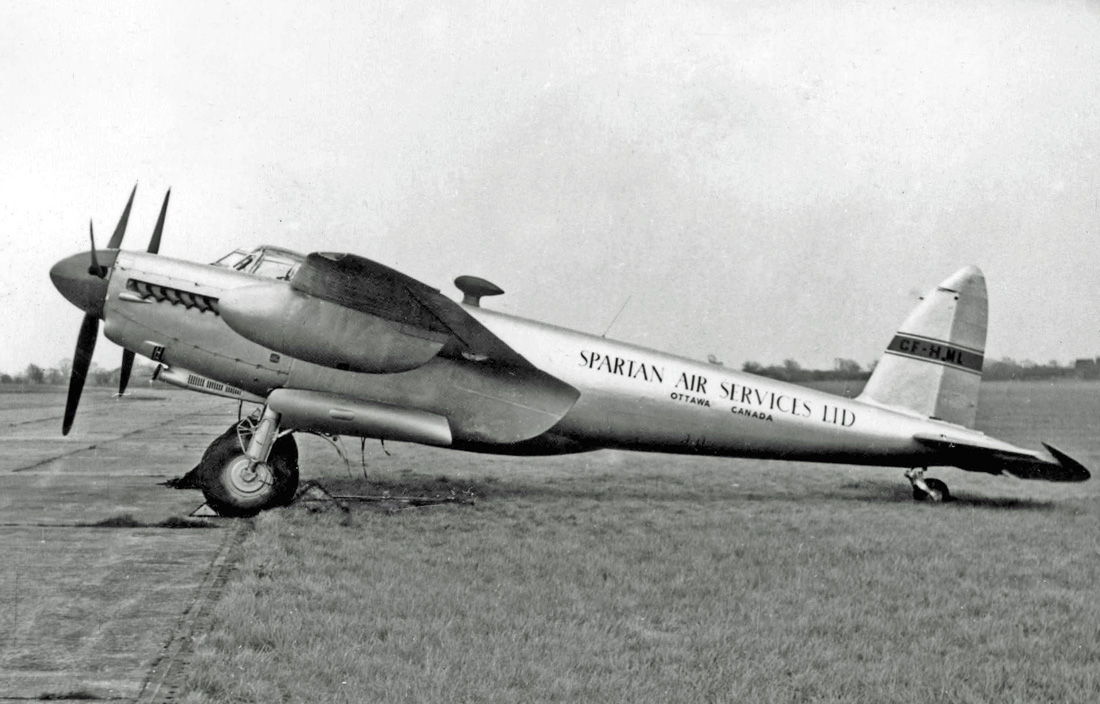
Un de Havilland DH.98 Mosquito della Spartan Air Services.

Uno dei compiti più inusuali cui fu destinato il Mosquito, fu quello di trasporto veloce: un esemplare di B Mk.IV e nove FB Mk.VI, con le insegne della British Overseas Airways Corporation furono impiegati in collegamenti verso la Svezia (paese neutrale, durante la seconda guerra mondiale). I Mosquito vennero destinati a tale compito in ragione della loro velocità, poiché qualsiasi altro velivolo commerciale sarebbe stato facilmente intercettato.
Il vano bombe era utilizzato come stiva e, dotato di ossigeno, luce di lettura, citofono e di un letto di fortuna, poteva anche alloggiare passeggeri. Generalmente il carico trasportato era costituito da pacchi postali e, nel volo di ritorno, da cuscinetti a sfere (considerati di alto valore per la loro precisione).
Uno dei passeggeri più famosi a volare con il Mosquito fu il fisico danese Niels Bohr, fuggito in Svezia dopo l'invasione nazista del proprio paese.
Nel dopoguerra risulta che diversi Mosquito furono acquistati da compagnie private. In particolare alcuni esemplari vennero impiegati per compiti di aerofotogrammetria: a questi fini diverse macchine furono acquistate dalla statunitense Jack Amman Photographic Engineers (che li impiegò in Libia) e dalla canadese Spartan Air Services.
Alcuni Mosquito furono acquistati con l'intenzione di impiegarli nel corso di competizioni aeronautiche ma trattandosi, in genere, di esemplari motorizzati con Merlin delle prime serie e con l'abitacolo con i vetri piatti, le loro prestazioni non erano all'altezza di quelle della concorrenza.

## Versioni
I dati sulle versioni sono tratti da: "Mosquito & Hornet Variant Summary" in "AirVectors" e da "Enciclopedia l'Aviazione".
In merito alla numerazione delle versioni gli inglesi usarono indicarle usando il sistema di numerazione romano fino alla fine del 1942; nel periodo tra il 1943-1948 le versioni dei velivoli di nuova costruzione furono identificate direttamente mediante il sistema di numerazione arabo mentre nulla mutò per i velivoli già in costruzione. A partire dal 1948 per la numerazione delle versioni furono utilizzate esclusivamente le cifre in numeri arabi.
Il Mosquito, in considerazione della varietà di ruoli nel quale venne impiegato, fu sottoposto a revisioni strutturali di dettaglio ed a numerose variazioni nella dotazione di bordo oltre che, ovviamente, nell'armamento impiegato. Le differenze tra le varie versioni erano talvolta minime.
La de Havilland, dato il successo del progetto, passò i disegni alle proprie filiali nel Commonwealth (Canada ed Australia) presso le quali vennero realizzate sia "repliche" delle versioni della casa madre, sia evoluzioni autonome del progetto originario.
La tabella sottostante riporta le diverse varianti costruite, suddivise per ruolo di destinazione ed ubicazione degli impianti produttivi.
| Prg. | Versione     | Quantità | Luogo produzione | Ruolo                   | Caratteristiche |
| ---- | ------------ | -------- | ---------------- | ----------------------- | --- |
| 0    | DH.98        | 1        | Regno Unito      | Prototipo               | motori Merlin RM.3SM in gondole corte, apertura alare 16,00 m. |
| 1    | PR Mk.I      | 10       | Regno Unito      | Ricognitore fotografico | apertura alare 16,51 m; tre macchine fotografiche oblique, motori Merlin XXI. |
| 1.1  | B Mk.IV (I)  | 9        | Regno Unito      | Bombardiere             | esemplari della serie Mk.I convertiti allo standard di bombardieri sulle linee di montaggio; potevano trasportare 2 000 lb di bombe (907 kg). |
| 2    | F Mk.II      | 494      | Regno Unito      | Caccia                  | armati con 4 mitragliatrici calibro 7,7 nel muso e 4 cannoni calibro 20 mm nelle ali. (Il numero di esemplari realizzati comprende anche i velivoli destinati alla caccia notturna, designati NF.II) |
| 2.1  | NF Mk.II     | X        | Regno Unito      | Caccia notturno         | dotati di radar AI.IV o AI.V a onde lunghe; impiegavano soppressori di fiamma negli scarichi. Tra gli esemplari costruiti 25 furono privati del radar ed impiegati in missioni d'attacco dal 23rd Squadron della RAF (Il numero complessivo di esemplari modificati non è specificato ed è compreso in quello della serie F Mk.II). |
| 2.2  | NF Mk.XII    | 98       | Regno Unito      | Caccia notturno         | derivati dalla conversione di 98 esemplari della versione NF Mk.II mediante l'installazione di radar centimetrico AI.VIII, contenuto in un radome (che ricordava le forme di un grande ditale) disposto all'estremità di prua; non disponevano, pertanto, delle mitragliatrici calibro 7,7. |
| 2.3  | NF Mk.XV     | 5        | Regno Unito      | Caccia notturno         | versione da alta quota con cabina pressurizzata, ali modificate, motori Merlin con compressore bi-stadio ed armati con 4 mitragliatrici calibro 7,7 in un contenitore ventrale. Conversioni di esemplari della serie NF Mk.II (4 velivoli) ed un'altra cellula realizzata per prove di valutazione del sistema di pressurizzazione. |
| 2.4  | NF Mk.XVII   | 99       | Regno Unito      | Caccia notturno         | lotto di 99 velivoli della serie NF Mk.II dotati di radar AI.X. |
| 3    | T Mk.III     | 352      | Regno Unito      | Addestratore            | biposto, motori Merlin 21, 23 o 25; potevano impiegare serbatoi di carburante sganciabili. |
| 4    | B Mk.IV (II) | 263      | Regno Unito      | Bombardiere             | prima variante esclusivamente realizzata per il bombardamento; aveva l'estremità di prua vetrata. Poteva trasportare 907 kg di bombe e non era dotata di armamento difensivo. Tra gli esemplari di questa serie, 20 furono modificati per adattarli al trasporto delle bombe "Blockbuster" (note anche con il nome di "Cookie") mentre un numero non precisato ricevette modifiche per il trasporto delle bouncing bomb. |
| 4.1  | PR Mk.IV     | 29       | Regno Unito      | Ricognitore fotografico | conversioni dalla serie B.4 (Mk.IV). |
| 4.2  | PR Mk.VIII   | 5        | Regno Unito      | Ricognitore fotografico | esemplari dalla serie B.4 (Mk.IV) completati come fotoricognitori; dotati di motori Merlin 61 con compressore a doppio stadio. |
| 5    | B Mk.V       | 1        | Regno Unito      | Bombardiere             | variante da bombardamento che rimase senza seguito produttivo, dopo la realizzazione del prototipo. |
| 6    | FB Mk.VI     | 2 584    | Regno Unito      | Cacciabombardiere       | velivoli armati con 4 mitragliatrici da 7,7 mm, 4 cannoni da 20 mm, 230 kg di bombe e rastrelliere alari per ulteriori 230 kg di bombe o 8 razzi (proiettili da 27 kg ciascuno). |
| 6.1  | FB Mk.XVIII  | 19       | Regno Unito      | Cacciabombardiere       | versione speciale, ottenuta modificando aerei della serie FB Mk.VI, antinave (soprannominata Mosquito "Tze-Tze") nella quale i cannoni da 20 mm erano sostituiti da un'unica arma Molins calibro 57 mm, dotata di 25 proiettili. |
| 6.2  | FB.21        | 6        | Canada           | Cacciabombardiere       | esemplari di costruzione canadese, corrispondenti alla versione FB Mk.VI; motorizzati con motori Packard Merlin 33. |
| 6.3  | T.22         | 6        | Canada           | Addestratore            | variante da addestramento, analoga alla T.III, derivata dalla FB.21; motori Packard Merlin 33. |
| 6.4  | FB.40        | 203      | Australia        | Cacciabombardiere       | esemplari di costruzione australiana, corrispondenti alla versione FB Mk.VI; motorizzati con motori Merlin 31 o 33. |
| 6.5  | PR.40        | 6        | Australia        | Ricognitore fotografico | realizzazione in configurazione ricognitore di esemplari della versione FB.40. |
| 6.6  | PR.41        | 6        | Australia        | Ricognitore fotografico | conversione di esemplari della versione FB.40. |
| 6.7  | FB.42        | 1        | Australia        | Cacciabombardiere       | un esemplare, convertito dalla serie FB.40 dotato di motori Merlin 69; non ebbe seguito produttivo e venne utilizzato come prototipo per la versione PR.41. |
| 6.8  | T.43         | 22       | Australia        | Addestratore            | lotto di 22 velivoli, convertiti come addestratori biposto dalla serie FB.40. |
| 7    | B Mk.VII     | 25       | Canada           | Bombardiere             | versione realizzata in Canada, analoga alla Mk.IV; dotata di motori Packard-Merlin 31. |
| 9    | B Mk.IX      | 54       | Regno Unito      | Bombardiere             | serie di velivoli dotati di motore Merlin con compressore a doppio stadio; alcuni furono modificati per il trasporto delle "Blockbuster". |
| 9.1  | PR Mk.IX     | 90       | Regno Unito      | Ricognitore fotografico | versione con nuovi motori Merlin con compressore a doppio stadio. |
| 13   | NF Mk.XIII   | 260      | Regno Unito      | Caccia notturno         | esemplari di nuova produzione, dotati delle stesse apparecchiature dei NF.XII con le ali della versione FB Mk.VI (prevedevano la possibilità di serbatoi di carburante esterni e sganciabili. |
| 16   | PR Mk.XVI    | 432      | Regno Unito      | Ricognitore fotografico | versione con cabina pressurizzata e motori Merlin 72/73 o 76/77. |
| 16.1 | B Mk.XVI     | 402      | Regno Unito      | Bombardiere             | versione da bombardamento ad alta quota con cabina pressurizzata (simile alla PR.16); in genere venivano impiegati per l'utilizzo delle "Blockbuster". |
| 16.2 | PR.32        | 5        | Regno Unito      | Ricognitore fotografico | basata sulla variante PR.16 ed ali derivate da quelle della NF.XV; cabina pressurizzata e motori Merlin 113/114. |
| 16.3 | TT.39        | 106      | Regno Unito      | Trainatore di bersagli  | variante realizzata convertendo 106 esemplari delle serie B e PR Mk.16. Il bersaglio trainato ed il verricello di traino erano disposti nella stiva bombe; era prevista una postazione dorsale per l'addetto al verricello ed una per un cineoperatore all'estremità di prua. Impiegava eliche modificate, in ragione delle modifiche all'estremità di prua. |
| 19   | NF Mk.XIX    | 280      | Regno Unito      | Caccia notturno         | esemplari di nuova costruzione, dalle caratteristiche equivalenti alla versione NF Mk.XVII; alloggiavano un radome in grado di ospitare sia il radar AI.VIII che l'AI.X. |
| 20   | B Mk.XX      | 245      | Canada           | Bombardiere             | versione da bombardamento corrispondente alla Mk.IV-II; montava motori Merlin 31 oppure 33. |
| 25   | B.25         | 343      | Canada           | Bombardiere             | sviluppo della versione Mk.XX, impiegava motori Packard Merlin 225 con compressore bi-stadio. |
| 26   | FB.26        | 337      | Canada           | Cacciabombardiere       | sviluppo della versione FB.21, dotata di motori Merlin 225. |
| 26.1 | T.29         | 37       | Canada           | Addestratore            | conversione in addestratori biposto di esemplari della versione FB.26. |
| 27   | T.27         | 43       | Canada           | Addestratore            | nuova versione da addestramento realizzata in Canada, dotata di motori Merlin 225. |
| 30   | NF.30        | 526      | Regno Unito      | Caccia notturno         | dotati di radar AI.X e motori Merlin 72 o 76. |
| 34   | PR.34        | 181      | Regno Unito      | Ricognitore fotografico | variante a lunghissimo raggio; dotata di stiva bombe con porte sagomate, per alloggiare serbatoi supplementari; motori Merlin 114 o 114a. |
| 35   | B.35         | 265      | Regno Unito      | Bombardiere             | ultima variante destinata al bombardamento; incorporava modifiche alla sagoma delle porte della stiva bombe ed impiegava motori Merlin 113a/114a. |
| 35.1 | TT.35        | 26       | Regno Unito      | Trainatore di bersagli  | destinati all'addestramento dell'artiglieria contraerea, alloggiavano il bersaglio nel vano bombe; il rilascio avveniva tramite un verricello ventrale. Ne furono realizzati 26 esemplari, convertendo velivoli della versione B.35. |
| 33   | TF/TR.33     | 52       | Regno Unito      | Multiruolo              | versione navalizzata: dotata di ali ripiegabili e gancio d'arresto, eliche quadripala e sistema per il decollo RATO (Rocket Assisted Take Off). Impiegava radar ASH di produzione statunitense ed era armata con 4 cannoni calibro 20 mm; nel vano bombe potevano essere alloggiati anche razzi, mine e siluri. Potevano essere utilizzati come ricognitori, siluranti, cacciabombardieri. Due prototipi furono realizzati mediante conversione di esemplari della serie FB Mk.VI mentre 50 furono le cellule di nuova produzione. |
| 35.1 | PR.35        | 10       | Regno Unito      | Ricognitore fotografico | conversione di esemplari della versione B.35. |
| 36   | NF.36        | 163      | Regno Unito      | Caccia notturno         | dotati di radar AI.X e motori Merlin con compressore bi-stadio 113/113a o 114/114a. |
| 37   | TF.37        | 14       | Regno Unito      | Multiruolo              | versione analoga alla TF.33, impiegava radar ASV.XIII e motori Merlin 25 |
| 38   | NF.38        | 101      | Regno Unito      | Caccia notturno         | dotati di radar AI.IX e motori Merlin 114a. |

N.B.: la somma del numero di esemplari realizzati per ogni variante è più elevato del totale degli esemplari effettivamente costruiti, in quanto, in diverse occasioni, furono effettuate conversioni operative su velivoli già in servizio.

## Utilizzatori

### Militari
Australia
- Royal Australian Air Force
  - 6 PR.40
  - 28 PR.41
  - 21 PR.XVI
  - 12 FB.VI
  - 25 B.IV modificati per bombe antinave Highball

 Belgio
- Composante Air de l'armée belge
  - 7 T.3
  - 3 FB.VI
  - 1 NF.XIX
  - 24 NF.30

 Birmania
- Tatmdaw Lei
  - 6 FB.VI

 Canada
- Royal Canadian Air Force
  - 19 B.VIII
  - 19 T.22
  -  ? FB.21
  - 191 FB.26
  -  ? PR.XVI

 Cecoslovacchia
- Češkoslovenske Vojenske Letectvo
  - 19 B/LB.36 (FB.VI)

 Francia
- Armée de l'air
  - 57 FB.VI
  - 29 PR.XVI
  - 23 NF.30
  - alcuni B.IV
  - alcuni PR.34

 Israele
- Heyl Ha'Avir
  - 60 FB.VI
  - almeno 5 PR.XVI
  - 13 TR.33 (Sea Mosquito)
  - alcuni T.3

 Jugoslavia
- Jugoslovensko ratno vazduhoplovstvo i protivvazdušna odbrana
  - 3 T.3
  - 80 FB.VI
  - 60 NF.38

 Norvegia
- Kongelige Norske Luftforsvaret
  - 3 T.3
  - 18 FB.VI

 Nuova Zelanda
- Royal New Zealand Air Force
  - 4 T.43
  - 1 FB.40
  - 4 T.3
  - 80 FB.VI
  -  ? NF.XIII

 Polonia
- Lotnictwo Wojska Polskiego
  -  ? FB.VI

 Regno Unito
- Fleet Air Arm
- Royal Air Force

 Repubblica di Cina
- Chung-Hua Min-Kuo K'ung-Chün
  - 250 FB.26 (effettivamente consegnati circa 180)
  - 59 T.29

 Rep. Dominicana
- Compañía de Aviación del Ejército Nacional
  - 6 FB.VI
  - 2 T.27

 Stati Uniti
- United States Army Air Forces
  - 6 F.8DH (B.VIII)
  - 34 F.8 (B.XX)
  - almeno 20 PR.XVI
  - 12 PR.XVI modificati con radar H2X
  - 2 PR.IX
  - 3 T.3

 Svezia
- Svenska Flygvapnet
  - 60 J.30 (NF.XIX)

 Svizzera
- Schweizerische Flugwaffe
  - 1 PR.IV

 Turchia
- Türk Hava Kuvvetleri
  - 96 FB.VI
  - alcuni T.3

 Unione Sovietica
- Sovetskie Voenno-vozdušnye sily
  - almeno 1 B.IV

 Sudafrica
- Suid-Afrikaanse Lugmag
  - 14 PR.XVI

### Enti governativi
Turchia
- Harita Genel Komutanlığı (HGK), letteralmente Comando Generale della Mappatura[36]

### Civili
Canada
- Kenting Aviation Ltd. poi Spartan Air Services
  - 2 FB.26
- Spartan Air Services
  - 10 B.35

 Messico
- Coculum Aeronáutica SA de CV

 Regno Unito
- British Overseas Airways Corporation (BOAC)
  - 3 T.3
  - 10 FB.VI
  - 1 B.IV
- British European Airways per il Ministry of Supply
  - 2 PR.34

 Stati Uniti
- Jack Amman Photographic Engineers
  - 6 PR.34

 Svizzera
- Swissair
  - 1 PR.IV ex-Schweizerische Flugwaffe